# آن فان دن بان
آن فان دن بان (بالهولندية: Anne van den Ban)‏ هو اقتصادي وأستاذ جامعي هولندي، ولد في 28 فبراير 1928 في ليووراديراديل في هولندا، وتوفي في 8 مايو 2016 في فاخينينجن في هولندا.